# Ferenc Karakó
Ferenc Karakó (Nyíregyháza, 6 aprile 1983) è un arbitro di calcio ungherese.